# گل‌های ۷۹
گل‌های ۷۹ یک مجموعه طنز تلویزیونی محصول سال به کارگردانی مهران غفوریان، نویسندگی رضا عطاران, ارژنگ امیرفضلی، سید جواد رضویان و تهیه‌کنندگی مهران غفوریان می‌باشد که در نوروز ۱۳۸۰ از شبکه سه پخش شد.
این مجموعه طنز شامل آیتم‌های: ۱- پلاتوی مجری ۲ – نمایش طنز ۳ – میهمان برنامه: افراد موفق در رشته‌های مختلف علمی؛ ورزشی و اجتماعی می‌باشند.

## بازیگران
- اردشیر منظم
- سید جواد رضویان
- حمید لولایی
- سیاوش مفیدی
- صنم عسگری
- فرهاد پورگرجانی
- نیلوفر سجادی